# Tachytrechus adjaniae
Tachytrechus adjaniae är en tvåvingeart som beskrevs av Gosseries 1989. Tachytrechus adjaniae ingår i släktet Tachytrechus och familjen styltflugor. Inga underarter finns listade i Catalogue of Life.